# Lac Arnold
Le lac Arnold est un lac en Estrie au Québec (Canada) situé dans la municipalité de Saint-Augustin-de-Woburn, dans la municipalité régionale de comté (MRC) Le Granit.

## Géographie
Situé à 250 mètres au nord de la frontière du Maine (États-Unis), son altitude est de 754 mètres, sa longueur est de 2.4 km et sa largeur 600 m ; il est la source de la rivière Arnold qui se déverse à la tête du lac Mégantic. Le lac est situé au sud du mont Gosford, dans le territoire d'un club privé non accessible au public, adjacent à la Zec Louise-Gosford.

## Histoire
L'endroit ne connut aucun développement et était totalement vierge avant 1860. Seuls les Amérindiens, trappeurs, soldats ou missionnaires avaient visité l'endroit et les environs sur des milliers de km². Plus tard, en 1887 le territoire du Mégantic Fish and Game club, un club privé qui fut fondé par plusieurs personnalités de Boston, New-York et même Philadelphie qui incluait le lac Mégantic et le lac aux Araignées au nord, les Seven Pond et la chaîne des Lacs à la source de la rivière Dead (Kennebec) à l'est, le lac était accessible seulement par les sentiers, les rivières, venant du sud par la rivière Cupsuptic ou la rivière Magalloway tandis que le chemin de fer amenait les amateurs de chasse fortunés jusqu'à Lac-Mégantic. Le bateau à vapeur Lena qui reliait les différents hameaux autour du lac Mégantic les transportait aux endroits désirés. Ce club privé s'étalait sur une superficie d'environ 2000 km² dont la moitié était au Québec, et l'autre moitié adjacente au sud-est de la frontière aux États-Unis.

## Faune
Comprenant toutes les variétés de faune locale, les environs du lac étaient également un refuge ou le gros gibier comme le Caribou des bois et l'Orignal qui profitaient des espaces marécageux autour du lac. Le Caribou des bois fut présent dans la région mais a disparu du sud du Québec au tournant du XIXe siècle ; également du Vermont : 1830-1839 ; New Hampshire : 1860-1869 ; Île-du-Prince-Édouard : 1874 ; Maine : 1906-1914 ; Nouvelle-Écosse : 1905-1912 ; Nouveau-Brunswick : 1927.